# Estonsko na Letních olympijských hrách 2020
Estonsko na Letních olympijských hrách 2020 reprezentovalo celkem 33 sportovců ve 14 sportech. Jednalo se o osmou účast této země od získání nezávislosti po rozpadu Sovětského svazu.

## Medailisté
| Medaile | Jméno sportovce                                                     | Sport | Disciplína                        | Datum dosažení |
| ------- | ------------------------------------------------------------------- | ----- | --------------------------------- | -------------- |
| Zlato   | Julija Běljajevová Irina Embrichová Erika Kirpuová Katrina Lehisová | Šerm  | Ženy – kord – týmová soutěž       | 27. července   |
| Bronz   | Katrina Lehisová                                                    | Šerm  | Ženy – kord – soutěž jednotlivkyň | 24. července   |

## Počet soutěžících v jednotlivých sportech
| Sport             | Druh sportu | Muži | Ženy | Celkem |
| ----------------- | ----------- | ---- | ---- | ------ |
| Atletika          | -           | 6    | 1    | 7      |
| Badminton         | -           | 1    | 1    | 2      |
| Cyklistika        | horská kola | 0    | 1    | 3      |
| Cyklistika        | silniční    | 2    | 0    | 3      |
| Jachting          | -           | 1    | 1    | 2      |
| Jezdectví         | -           | 0    | 1    | 1      |
| Judo              | -           | 1    | 0    | 1      |
| Lukostřelba       | -           | 0    | 1    | 1      |
| Plavání           | -           | 2    | 1    | 3      |
| Sportovní střelba | -           | 1    | 0    | 1      |
| Šerm              | -           | 0    | 4    | 4      |
| Tenis             | -           | 0    | 1    | 1      |
| Triatlon          | -           | 0    | 1    | 1      |
| Veslování         | -           | 4    | 0    | 4      |
| Zápas             | -           | 1    | 1    | 2      |
| Celkem            | Celkem      | 19   | 14   | 33     |